# لی (فیلم ۲۰۲۳)
لی (انگلیسی: Lee) یک فیلم درام زندگی‌نامه‌ای بریتانیایی محصول ۲۰۲۳ به کارگردانی الن کوراس در نخستین تجربهٔ کارگردانی خود است. کیت وینسلت نقش اصلی روزنامه‌نگار دورهٔ جنگ، لی میلر، را ایفا می‌کند. دیگر بازیگران ماریون کوتیار، آندره‌آ ریسبرو، اندی سمبرگ، نوئمی مرلان، جاش اوکانر و الکساندر اسکاشگورد هستند.
ساخت این فیلم هشت سال به طول انجامید و در مقطعی به دلیل مشکلات تأمین بودجه، وینسلت (که تهیه‌کنندهٔ فیلم نیز بود) به مدت دو هفته دستمزد کل بازیگران و عوامل فیلم را پرداخت کرد.
این فیلم نخستین نمایش جهانی خود را در جشنواره بین‌المللی فیلم تورنتو در ۹ سپتامبر ۲۰۲۳ داشت. این فیلم در ۱۳ سپتامبر ۲۰۲۴ توسط اسکای سینما در بریتانیا اکران شد. این فیلم نقدهای عموماً مثبتی دریافت کرد و با فروش ۲۳ میلیون دلار در جهان، پرفروش‌ترین فیلم اسکای بریتانیا شد. نقش‌آفرینی وینسلت مورد توجه منتقدان قرار گرفت و برای آن نامزد جایزه بهترین بازیگر زن در هشتاد و دومین مراسم گلدن گلوب شد.

## طرح داستان
در سال ۱۹۷۷، لی میلر زندگی خود را برای مصاحبه‌گری بازگو می‌کند که در یک سری گذشته‌نما به تصویر کشیده شده است.
در سال ۱۹۳۷، لی مدل سابق نیویورک سیتی و عکاس مشتاق ساکن بوهمین است که در اروپا با رولند پنروس آشنا و عاشق او می‌شود. او بعداً با رولند به لندن نقل مکان کرد و در طول جنگ جهانی دوم به استخدام مجلهٔ وگ درآمد و از بریتانیایی‌ها در جریان بلیتس عکاسی کرد. با این حال، توانایی او برای مستندسازی بیشتر جنگ محدود شده است، زیرا بریتانیا زنان را از خدمت در نزدیکی جنگ منع می‌کند. با این حال، پس از ورود ایالات متحده به جنگ در اواخر سال ۱۹۴۱، لی در کنار دیوید شرمن، عکاس خبری، به عنوان خبرنگار جنگ  انتخاب می‌شود.
پس از پیاده‌سازی در نرماندی در ژوئن ۱۹۴۴، لی از نبرد سنت-مالو عکس گرفت و ناخودآگاه نخستین استفاده از ناپالم را ثبت کرد. در جریان آزادسازی پاریس، او از اعضای مقاومت فرانسه عکس می‌گیرد در حالی که آن‌ها زنان فرانسوی را که با آلمانی‌ها همکاری می‌کردند، رسوا می‌کنند. لی دوست پریشان خود سولانژ داین را پیدا می‌کند که اخیراً از زندان فرار کرده و شوهرش هنوز مفقود است. لی همچنین با دوستانش ناش الوارد و پل الوار دوباره ارتباط برقرار می‌کند. آن‌ها لی را رااز هزاران نفری که در طول اشغال آلمان ناپدید شده‌اند مطلع می‌سازد.
لی و شرمن وارد آلمان نازی می‌شوند و از طریق جیپ به خط مقدم سفر می‌کنند و از تجربیات خود عکس می‌گیرند. آن‌ها جنایات انجام شده در بوخن‌والت و داخائو را مستند می‌کنند. در آوریل ۱۹۴۵، شرمن از لی در وان حمام آپارتمان آدولف هیتلر در مونیخ عکس می‌گیرد. آلمان خیلی زود تسلیم می‌شود.
لی در بازگشت به بریتانیا وقتی متوجه می‌شود که عکس‌های دوران جنگش در مجله منتشر نشده‌اند، عصبانی می‌شود. ویراستار آدری ویترز توضیح می‌دهد که سانسورچیان بریتانیایی از این موضوع جلوگیری کردند، زیرا نگران بودند که این عکس‌ها باعث ناراحتی جوامع آسیب‌دیده شود. لی و رولند در سال ۱۹۴۷ ازدواج کردند. پسر آنها آنتونی به زودی به دنیا می‌آید.
مشخص می‌شود که مصاحبه‌گر آنتونی است که به‌تازگی از تجربه مادرش در زمان جنگ مطلع شده است. آنتونی و لی دربارهٔ تربیت آشفته‌اش، از جمله تأثیر اختلال اضطراب پس از سانحه و الکلیسم لی در نوجوانی، بحث می‌کنند. پس از مرگ مادرش، هزاران عکس و دست نوشته در اتاق زیر شیروانی لی کشف شد، و آنتونی و همسرش سوزانا آرشیو لی میلر را ایجاد کردند.

## بازیگران
- کیت وینسلت در نقش لی میلر
- اندی سمبرگ در نقش دیوید شرمن
- الکساندر اسکاشگورد در نقش رولند پنروس
- ماریون کوتیار در نقش سولانژ داین
- آندره‌آ ریسبرو در نقش آدری ویترز
- نوئمی مرلان در نقش ناش الوارد
- جاش اوکانر در نقش آنتونی پنروس
- آرینزه کنه در نقش سرگرد جونزی
- وینسنت کلمب در نقش پل الوار
- پاتریک میل در نقش ژان داین
- سامائول بارنت در نقش سیسیل بیتون
- زیتا هانروت در نقش آدی فیدلین
- جیمز موری در نقش سرهنگ اسپنسر

## تولید
توسعهٔ این پروژه برای اولین بار در اکتبر ۲۰۱۵ آغاز و کیت وینسلت برای بازی در نقش میلر انتخاب شد. در ژوئن ۲۰۲۰، الن کوراس، فیلم‌بردار فیلم، قرار بود کارگردانی این فیلم را نیز بر عهده بگیرد و لیز هانا فیلم‌نامهٔ آن را نوشته است.
بزرگ‌ترین پیشرفت فیلم در اکتبر ۲۰۲۱ اتفاق افتاد، که در آن زمان ماریون کوتیار، جود لا، آندره‌آ ریسبرو و جاش اوکانر با گروهی از عوامل از جمله الکساندر دسپلا به‌عنوان آهنگساز، مایکل اوکانور به‌عنوان طراح لباس، فیلم‌برداران پاوئو ادلمن و پاول ادلمن و ایوانا پریموراک به عنوان هنرمند آرایش و مو به گروه تولید پروژه پیوستند. در فوریهٔ ۲۰۲۲، اندی سمبرگ به عنوان بخشی از بازیگران معرفی شد. در اکتبر، الکساندر اسکاشگورد جایگزین لا شد. در طول مراحل پیش از تولید، وینسلت به دلیل کمبود بودجه، دو هفته دستمزد عوامل پروژه را با پول خودش پرداخت کرد.
فیلم‌برداری در اواخر سپتامبر ۲۰۲۲ در کرواسی آغاز شد. زمانی که وینسلت در حین فیلم‌برداری دچار لغزیدن شد، تولید برای مدت کوتاهی متوقف گردید. وینسلت علی‌رغم آسیب‌دیدگی کمرش تصمیم گرفت به فیلمبرداری ادامه دهد و به سختی قادر به ایستادن بود. این فیلم در مجارستان نیز فیلم‌برداری شد و مراحل فیلم‌برداری آن در دسامبر ۲۰۲۲ به پایان رسید.

## بازخورد

### واکتش انتقادی
در وبگاه جمع‌آوری نقد راتن تومیتوز، ٪۶۶ از ۱۳۷ بررسی منتقدان مثبت است و میانگینِ امتیاز آن ۶٫۴۰/۱۰ است. اجماع این وبگاه چنین می‌نویسد: «بازی میخکوب‌کنندهٔ کیت وینسلت در نقش اصلی کمک می‌کند تا لی فراتر از مظاهر زندگی‌نامه‌ای بسیار پیش پا افتاده‌اش ارتقا داده شود.» این فیلم در متاکریتیک که از میانگین وزنی استفاده می‌کند، بر اساس نظر ۳۰ منتقدین امتیاز ۶۲ از ۱۰۰ را کسب کرده که نشان‌گر «نقدهای عموماً مطلوب» است.